# Alingsås landsförsamling
Alingsås landsförsamling var en församling  i Skara stift i nuvarande Alingsås kommun. Församlingen uppgick 1967 i Alingsås församling.

## Administrativ historik
Församlingen som före 1619 kallades Alingsås församling, delades 1619 då Alingsås stadsförsamling bildades och kvarvarande delen fick namnet Alingsås landsförsamling. Församlingen uppgick 1967 med stadsförsamlingen i en nybildad Alingsås församling.
Församlingen/församlingarna var till 1967 i pastorat med Rödene, Hemsjö, Bälinge och Ödenäs församlingar, där denna var moderförsamling till 1700-talet och stadsförsamlingen därefter.